# سبنجلة
السُّبَنْجَلة هو نوع من بودنغ الشكلاط التركي. تتكون الطبقة السفلى من قطع الكعك وغالبًا ما تزين بالفستق أو جوز الهند ورقائق الشكلاط.

## التحضير

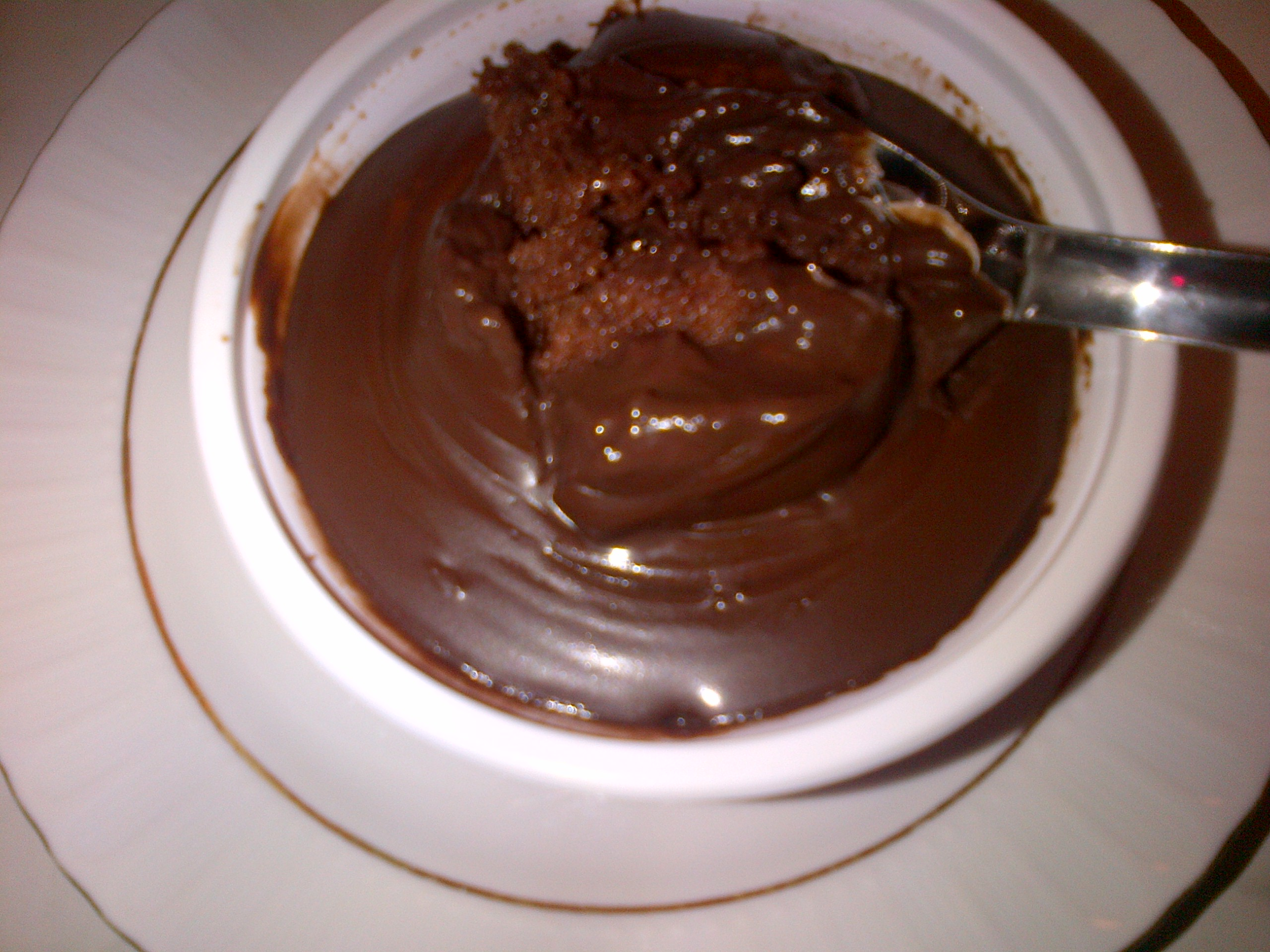
سبنجلة

تُطهى السُّبنجلة من الحليب والسكر والدقيق ومسحوق الكاكاو مع إضافة الزبدة والشكلاطة. تتكون الطبقة السفلى من الكعك أو البسكويت، والتي يمكن استخدام بقايا الطعام لها. تُستخدم شكلاط البيض والبندق (على سبيل المثال النوتِلَّة) في بعض الوصفات. تُزين بالفستق المطحون أو جوز الهند المبشور ويقدم بارداً. كما تزداد شعبية تقديمه مع المثلجات.